# James A. Jensen
James A. Jensen, all'anagrafe James Alvin Jensen, noto anche con lo pseudonimo di Dinosaur Jim (Leamington Spa, 2 agosto 1918 – 14 dicembre 1998), è stato un paleontologo statunitense.

## Biografia
Nel 1971 ha ricevuto un dottorato honoris causa dalla Brigham Young University.
Ha scoperto e descritto diversi dinosauri, fra cui il Torvosaurus (con Peter Galton, 1979), il Cinnyris rufipennis (1983), il Supersaurus (1985) e il Cathetosaurus (1988).